# Binh đoàn Lê dương Pháp
Binh đoàn Lê dương Pháp (tiếng Pháp: Légion étrangère, tiếng Anh: French Foreign Legion-FFL) là một đội quân được tổ chức chặt chẽ, kỷ luật, chuyên môn cao, tinh nhuệ trực thuộc Lục quân Pháp. FFL hiện là tổ chức quân sự tuyển mộ nhân lực quy mô nhất thế giới thông qua Internet.
Được thành lập năm 1831, đây là đơn vị đặc biệt của quân đội Pháp vì các binh sĩ của binh đoàn này là những người nước ngoài tình nguyện chiến đấu cho nước Pháp (việc tuyển lính nước ngoài cho quân đội Pháp đã bị cấm từ sau năm 1830). Lê dương là một đội quân đánh thuê chuyên nghiệp. Binh đoàn thể hiện ở chỗ những người gia nhập không tuyên thệ trung thành với Pháp mà chỉ tuyên thệ trung thành với Binh đoàn Lê dương. Các sĩ quan tuyển mộ không hỏi quá sâu và chi tiết về quá khứ của người gia nhập mà chỉ đòi hỏi người gia nhập phải chấp hành kỷ luật, tuân thủ quy định và cố gắng hoàn thành nhiệm vụ được giao phó. Sau khi người gia nhập vượt qua vòng tuyển chọn và phỏng vấn. Sĩ quan Tuyển mộ sẽ tiến hành ký hợp đồng với người gia nhập nếu họ đồng ý với tất cả điều khoản có trong hợp đồng. Đã ký rồi thì không có đường lui. Nhiệm vụ ban đầu của Lê dương Pháp là bảo vệ và mở rộng các thuộc địa của Pháp, nhưng sau đó đội quân này đã trở thành một lực lượng quan trọng của quân đội Pháp tham chiến trong cả hai cuộc chiến tranh thế giới cũng như nhiều cuộc xung đột khác.
Các binh sĩ của Binh đoàn Lê dương Pháp được gọi là các Légionnaire. Chữ Légion vốn nguồn gốc từ Legio, một từ tiếng La tinh chỉ các binh đoàn chiến đấu La Mã thời cổ đại. Khi Pháp điều động lực lượng này sang tham chiến tại Việt Nam, người Việt Nam đã Việt hoá từ Légion thành ra Lê dương. Cái tên Binh đoàn Lê dương dần dần trở nên quen thuộc từ đó.

## Thành lập

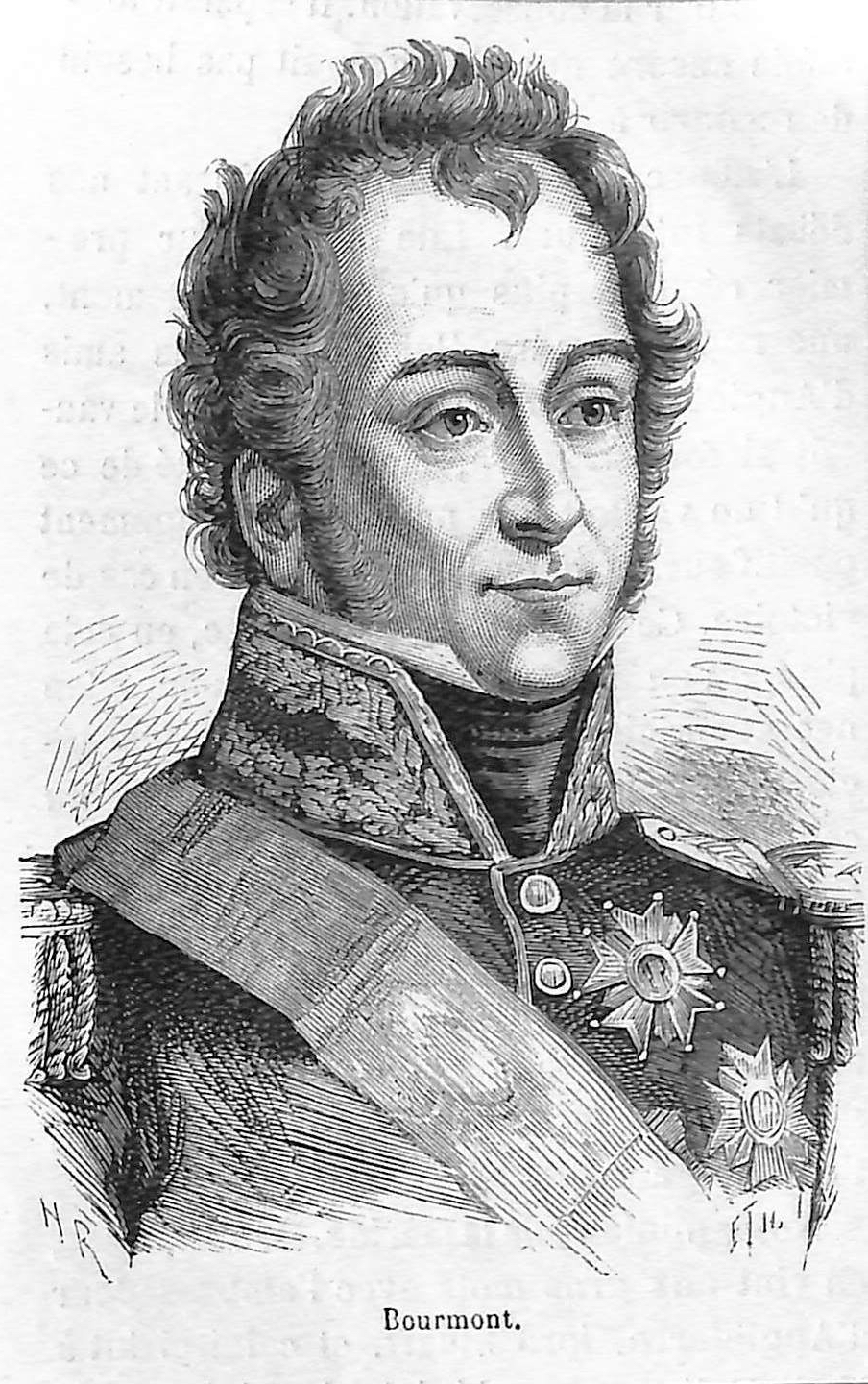
Thống chế Louis de Bourmont, người thành lập đội Lê dương đầu tiên

Tại Pháp, việc sử dụng lính đánh thuê người nước ngoài đã có từ thế kỷ 12 dưới triều vua Philippe II Auguste và được gọi là những Đại đội Tự do.
Từ thế kỷ 15, vua Louis XI đã tổ chức đội quân lính đánh thuê đều là lính cận vệ người Scotland. Nhiều triều đại sau đó, từ vua Francis I đến Louis XVI đều sử dụng các đơn vị lính đánh thuê người Đức và Thụy Sĩ. Vua Francis I tín nhiệm lính đánh thuê nước ngoài đến mức tuyển mộ lính đánh thuê Thụy Sĩ làm Ngự lâm quân trực tiếp bảo vệ mình.
Năm 1567, đơn vị Ngự lâm quân Thuỵ Sĩ này đã cứu vua Charles IX thoát chết nên lại càng được các triều đại hoàng tộc tiếp theo tin dùng. Trong Cách mạng Pháp, trước nguy cơ quân Phổ xâm lược, Quốc hội Pháp đã thành lập Binh đoàn Tình nguyện Người nước ngoài vào ngày 07 tháng 06 năm 1792. Một số binh đoàn người Ý, Ba Lan, Hà Lan cũng được tổ chức trong thời kỳ các cuộc chiến tranh cách mạng. Hoàng đế Napoleon I cũng sử dụng rộng rãi các binh đoàn lính đánh thuê nước ngoài người Bồ Đào Nha, Tây Ban Nha, Đức và Ba Lan. Các binh đoàn này đã chiến đấu trên khắp châu Âu từ Tây Ban Nha sang đến Jena, Nga và Wagram. 
Năm 1815, sau thất bại của Napoleon I, các binh đoàn nước ngoài bị giải thể nhưng một thời gian ngắn sau lại xuất hiện cái gọi là Binh đoàn Hoàng gia Người nước ngoài. Năm 1821, binh đoàn này đổi tên thành Trung đoàn Hohenlohe. Khoảng 10 năm sau, vào ngày 09 tháng 03 năm 1831, với sự tác động của Bộ trưởng Bộ Chiến tranh Pháp khi đó là Thống chế Nicolas Jean-de-Dieu Soult, vua Louis-Philippe đã ký sắc lệnh cho giải thể trung đoàn Hohenlohe và tổ chức lại các đơn vị lính đánh thuê người nước ngoài với tên gọi mới là Binh đoàn Lê dương.
Sau năm 1871, nước Pháp đứng trước mối đe doạ của quân đội Đế quốc Đức hùng mạnh mới thống nhất. Các đơn vị quân đội người Pháp phải tăng cường vào việc phòng thủ chính quốc. Thế nhưng, lúc này Pháp chuẩn bị bắt đầu quá trình xâm chiếm các thuộc địa nên ý tưởng thành lập những đội quân đánh thuê đã trở thành hiện thực. Cùng với binh đoàn Lê dương, Pháp còn thành lập các binh đoàn thuộc địa gồm binh lính người các quốc gia thuộc địa của Pháp. Tuy nhiên, người thuộc các dân tộc thuộc địa Pháp không được quyền gia nhập đội Lê dương. Nhiệm vụ đầu tiên của Lê dương Pháp là tham chiến trong cuộc xâm lược Algérie.
Mãi đến sau này, trong thời kỳ chiến tranh Đông Dương 1946-1954, do thiếu quân trầm trọng, bị dư luận chính quốc phản đối chiến tranh mạnh mẽ trong khi đòi hỏi phải tăng cường khả năng chiến đấu tại chiến trường không hề giảm, tướng Jean de Lattre de Tassigny mới cho phép thành lập các Đại đội Dân tộc Thuộc địa Đông Dương trong các tiểu đoàn Lê dương gọi là Đại đội CIPLE. Khi hệ thống thuộc địa của Pháp tan rã, việc thu nhận tân binh Lê dương mới không còn phân biệt nữa.
Các căn cứ đầu tiên của Binh đoàn Lê dương Pháp được đặt tại Langres, Bar-le-Duc, Agen và Auxerre. Căn cứ Sidi Bel Abbès được thành lập vào năm 1842 ở Algeria (Pháp xâm lược Algérie năm 1830), đây cũng là căn cứ đầu tiên của Quân đội Pháp được đặt tại một thuộc địa bên ngoài chính quốc Pháp. Sau khi Algérie giành được độc lập năm 1962, căn cứ này bị giải thể.
Tính đến cuối năm 1832, Binh đoàn Lê dương đã thành lập được 07 tiểu đoàn. Các Tiểu đoàn của Lê dương bao gồm:
- Tiểu đoàn 01: Đơn vị lính gác Thụy Sĩ và trung đoàn Hohenlohe của các binh sĩ Đức
- Tiểu đoàn số 02 và số 03: Lính Thụy Sĩ và Đức
- Tiểu đoàn 04: Lính Tây Ban Nha và Bồ Đào Nha
- Tiểu đoàn 05: Lính Sardegna và Ý
- Tiểu đoàn 06: Lính Bỉ và Hà Lan
- Tiểu đoàn 07: Lính Ba Lan

Tổng số lính Lê dương thời kỳ này vào khoảng 3 nghìn người đến từ 07 quốc gia lân cận với Pháp ở châu Âu. Đến sau Chiến tranh thế giới thứ hai thì trong biên chế của Binh đoàn Lê dương Pháp đã có sự hiện diện của các binh sĩ thuộc 52 quốc tịch khác nhau trên thế giới. 
Vào thời điểm ban đầu thành lập thì Binh đoàn Lê dương là một đội quân ô hợp, vô kỷ luật và thiếu trách nhiệm, bởi vì đây nơi tập trung các thành phần "khó ưa" nhất của xã hội Pháp. Trong số đó là những tên tội phạm giết người, tù vượt ngục, người ăn xin, người nhập cư bất hợp pháp,... Binh lính của đơn vị này được huấn luyện cẩu thả, trả lương thấp, thiếu thốn cả về quân trang và quân nhu. Tình trạng này dẫn tới tinh thần của các Tiểu đoàn Lê dương cũng xuống rất thấp, binh lính chán nản và đơn vị thì thường xuyên thiệt hại nặng trong các chiến dịch ban đầu. Sau khi tình trạng đào ngũ bắt đầu xuất hiện thì các chỉ huy của Lê dương bắt đầu thiết lập một chế độ kỷ luật thép với mức độ khắc nghiệt vượt xa so với quân đội chính quy của Pháp.

## Các chiến dịch

### Algérie
Năm 1830, Pháp tiến hành xâm lược Algérie, đây cũng là chiến dịch đầu tiên mà Binh đoàn Lê dương tham chiến. Abdel El-Kader, tiểu vương Mascara, đã lãnh đạo nhân dân Algérie nổi dậy chống lại Pháp. Cuộc khởi nghĩa nhanh chóng lan rộng ra khắp nơi. Ngày 11 tháng 11 năm 1832, Abdel El-Kader dẫn 3 nghìn kỵ bình tiến đánh Sidi-Chabal (gần Oran), Algérie. 
Trong các đơn vị Pháp phòng thủ Oran có Tiểu đoàn 04 Lê dương. Trận đánh ác liệt kéo dài đến tối, Abdel El-Kader ra lệnh rút lui. Tuy không chiếm được Oran nhưng quân đội của Abdel El-Kader đã làm cho quân Pháp lo sợ. Phong trào khởi nghĩa của Abdel El-Kader còn kéo dài nhiều năm sau tại Algérie mới bị dập tắt. 
Năm 1834, các binh sĩ người Tây Ban Nha của Tiểu đoàn 04 được giải ngũ để trở về tổ quốc, phiên hiệu Tiểu đoàn 04 được Tiểu đoàn 05 tiếp nhận. Ngày 16 tháng 12 năm 1836 vua Louis-Philippe cho thành lập đội Lê dương thứ 02 để chi viện cho quân đội Pháp tại Algérie, 03 Tiểu đoàn Lê duơng mới được thành lập để lấp vào chỗ trống của những đơn vị lính Tây Ban Nha đã trở về nước. Năm 1840, hai Tiểu đoàn 04 và 05 tiếp tục được thành lập tại Pau và Perpignan.

### Chiến tranh Crimea (1854-1856)
Ngày 20 tháng 09 năm 1854, 02 Trung đoàn Lê dương đã tham chiến ở trận Alma và sau đó tham gia Cuộc bao vây Sevastopol trong mùa đông 1854-1855. Ngày 21 tháng 06 năm 1855, Đại đội Lê dương Tinh nhuệ của Tiểu đoàn 03 cũng rời đảo Corse tới bán đảo Crimea. Ngày 08 tháng 09 năm 1855, Trung đoàn Lê dương số 02 tham chiến trận cuối cùng trong chiến tranh Crimea.

### Chiến dịch Ý
Là một bộ phận của Quân đội Pháp, Binh đoàn Lê dương Pháp đã tham gia cuộc chiến tranh giành độc lập thứ hai của Ý. Họ đã tham gia vào hai trận đánh lớn là trận Magenta ngày 04 tháng 06 và trận Solférino ngày 24 tháng 06 năm 1859.

### Chinh phục Mexico
Ngày 25 tháng 03 năm 1863, Trung đoàn Lê dương Pháp viễn chinh tới México với nhiệm vụ hộ tống đoàn vận tải từ Veracruz đến Puebla. Tuy vậy Đại đội 03 của Trung đoàn này đã tham gia nổ súng trong trận Camerone. Năm 1864 Trung đoàn Lê dương tại Mexico được tái cơ cấu lại thành 04 Tiểu đoàn, toàn bộ đơn vị cũng rời Sidi bel Abbès về Aix-en-Provence để tuyển mộ thêm lính và tiếp viện cho lực lượng Pháp tại Mexico. Từ tháng 12 năm 1864 đến tháng 02 năm 1865, một số đơn vị của Lê dương đã tham gia cuộc bao vây Oaxaca. Ngày 03 tháng 07 năm 1866, Đại đội 03 và 05 của Tiểu đoàn 04 gồm 125 lính Lê dương dưới sự chỉ huy của Đại úy Frenet đã giữ vững trận địa sau 48 giờ tấn công của một lực lượng áp đảo 600 lính Mexico. Sau khi cuộc chinh phục của người Pháp thất bại, các đơn vị Lê dương cũng quay trở lại Pháp.

### Chiến tranh Pháp-Phổ (1870 - 1871)
Vào ngày 19 tháng 07 năm 1870, Đế chế Pháp tuyên chiến Vương quốc Phổ, mở ra cuộc Chiến tranh Pháp-Phổ. Napoléon III điều quân đánh Phổ, nhưng Quân đội Phổ giành lại thế chủ động và phản công đối phương đến miền Đông Nam Pháp. Vào ngày 22 tháng 08 năm 1870, Napoléon III cho thành lập Tiểu đoàn Lê dương số 05, bao gồm binh lính đến từ Áo, Thụy Sĩ, Bỉ, Ý, Serbia, Tây Ban Nha, Ba Lan và dĩ nhiên là không có người Đức. Trong Tiểu đoàn Lê dương này có sự tham gia của Hoàng tử Karageorgevitch (sau lên làm vua Peter I của Serbia) dưới tên ẩn danh là Kara. Không những thế, hai Tiểu đoàn Lê dương khác gồm 2.000 lính người châu Phi đổ bộ lên Toulon ở miền Nam Pháp. Nhưng Lê dương Pháp liên tục bị quân Phổ áp đảo (chẳng hạn như cuộc triệt thoái của họ sau khi quân Phổ và quân Bayern chiếm được làng Arthenay vào giữa tháng 10 năm 1870, hoặc là thắng lợi lớn của quân Phổ trong trận Loigny vào ngày 02 tháng 12 năm 1870). Quân Phổ cũng giành chiến thắng vang dội ngay từ đầu cuộc chiến, trong một loạt các trận đánh huy hoàng tại Weissenburg, Wörth, Spicheren, Metz và Sedan, buộc Napoléon III phải đầu hàng. Cho đến ngày 17 tháng 12 năm 1870, trong tổng số 3600 tên lính Lê dương Pháp, chỉ có 1.000 người còn sống sót. Các đơn vị Lê dương Pháp lại tham gia cuộc đàn áp Công xã Paris vào tháng 04 và tháng 05 năm 1871.

### Xâm lược Việt Nam (1883)
Ngày 18 tháng 11 năm 1883, 600 lính Lê dương Pháp đổ bộ xuống Bắc Kỳ của Việt Nam. Họ là lực lượng bổ sung cho Quân đội Viễn chinh Pháp được chỉ huy bởi Đô đốc Amédée Courbet lúc này đang xung đột với quân Cờ đen của Lưu Vĩnh Phúc. Ngày 16 tháng 12 năm 1883, Lê dương Pháp nổ súng lần đầu tiên trên đất châu Á trong cuộc đánh chiếm thành Sơn Tây. Được Tiểu đoàn 02 tiếp viện tháng 02 năm 1884, các đơn vị Lê dương đã tiếp tục chiếm thành Bắc Ninh, các đơn vị này cũng tham gia trận chiến tại thành Tuyên Quang từ 26 tháng 01 đến 03 tháng 03 năm 1885. Ngày 01 tháng 02 năm 1885, các Tiểu đoàn 03 và 04 của Trung đoàn Nước ngoài số 01 tiếp tục đổ bộ vào Việt Nam. Tiểu đoàn 03 đã tham gia cuộc đánh chiếm thành Lạng Sơn ngày 04 tháng 02. Riêng Tiểu đoàn 04 của Trung đoàn 02 đã tiến sang đảo Đài Loan vào tháng 01 năm 1885 để tham chiến chống lại các lực lượng Trung Quốc, họ ở lại đây cho đến khi Hòa ước Pháp-Thanh được ký ngày 21 tháng 06 năm 1885 thì quay trở lại Bắc Kỳ. Sau khi Bắc Kỳ hoàn toàn rơi vào tay quân Pháp, các Lực lượng Lê dương bắt đầu phải tham gia dẹp các cuộc khởi nghĩa vũ trang nổ ra liên tiếp tại đây.

### Thế chiến I (1914-1918)
Khi Chiến tranh Thế giới Thứ nhất nổ ra, bắt đầu từ tháng 08 năm 1914, hàng nghìn người nước ngoài đã tham gia chiến đấu vì nước Pháp. Tổng cộng đã có 42.883 người tình nguyện thuộc 52 quốc tịch khác nhau trong đó phần đông là người Nga, Ý, Thụy Sĩ, Bỉ và Anh. Họ đã được tập hợp trong 05 Trung đoàn Bộ binh. Tuy vậy do những thiệt hại lớn trong giai đoạn đầu của cuộc chiến cũng như nhiều binh sĩ trở về chiến đấu cho tổ quốc của họ, ngày 11 tháng 11 năm 1915 bộ chỉ huy quân đội Pháp đã quyết định thành lập Trung đoàn Bộ binh Lê dương (Régiment de marche de la Légion étrangère - RMLE). Đơn vị này đã tham chiến trong các trận đánh lớn nhất ở Thế chiến như trận Somme, trận Verdun và trở thành một trong những đơn vị có nhiều danh hiệu nhất của quân đội Pháp.
Bên cạnh đó, một đơn vị Lê dương khác cũng được thành lập ở châu Phi, đó là Trung đoàn Bộ binh Algérie (Régiment de Marche d'Algérie - RMA) gồm những người Zouave và Lính bản xứ người Algérie. Đơn vị này đã tham gia trận Dardanelles (1915) và chiến đấu trong Quân đội Viễn Đông Pháp trên mặt trận Salonique giai đoạn 1916-1918.
Tổng cộng đã có trên 6.000 lính Lê dương tử trận trên chiến trường Pháp và ở Bán đảo Balkan. Tính riêng RMLE đã có 115 Sĩ quan tử trận, bao gồm 02 Đại tá, 12 Thiếu tá và 21 Đại úy.

### Thế chiến II (1939-1945)

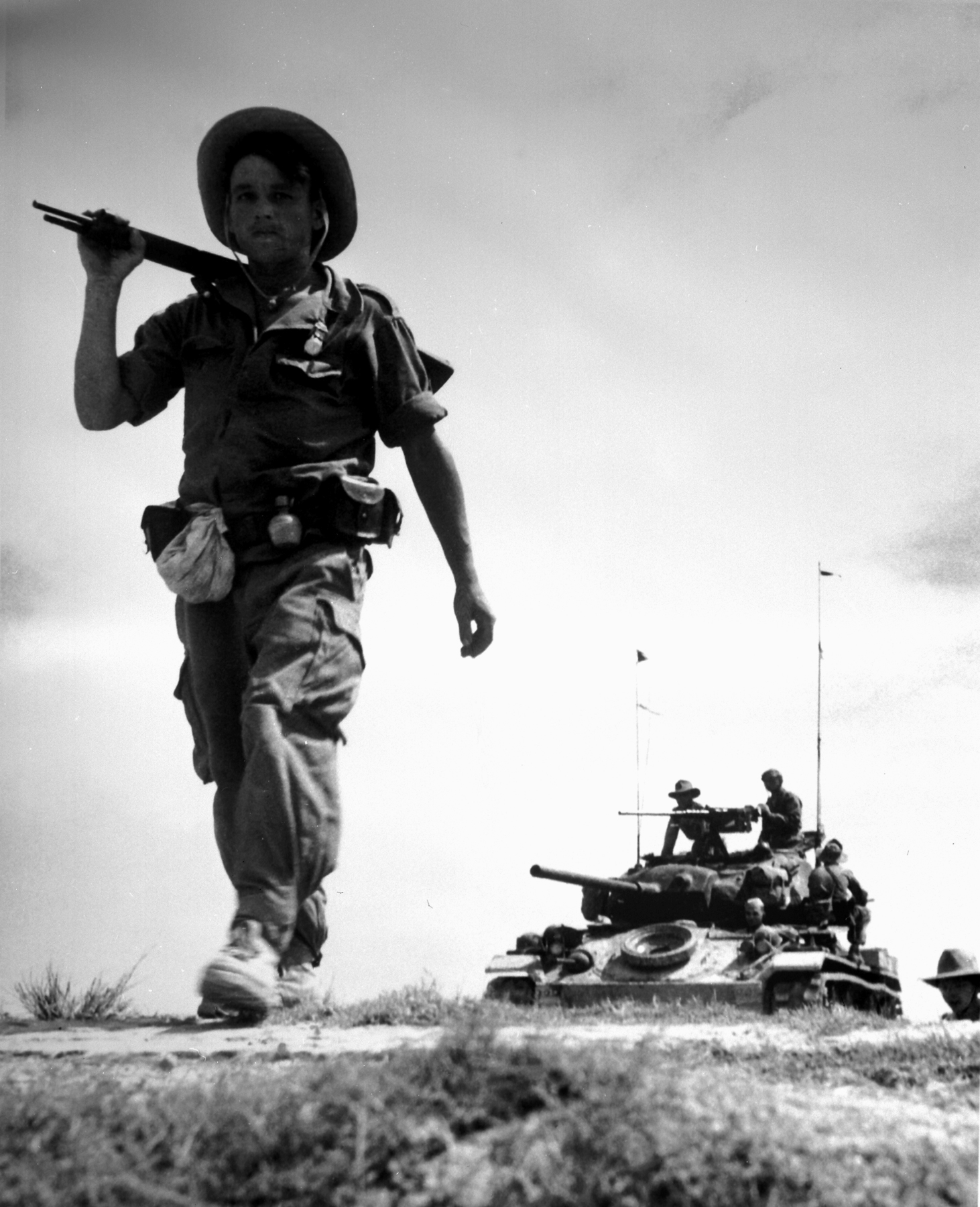
Lính Lê dương trong Chiến tranh Đông Dương (năm 1954)

Khi Chiến tranh thế giới thứ hai nổ ra ngày 03 tháng 09 năm 1939, do những xung đột chính trị ở nhiều nước châu Âu, số lượng tình nguyện tham gia Lê dương tăng vọt lên tới 48.924 người (tính đến ngày 09 tháng 50 năm 1940). Số lượng người tình nguyện lớn đã cho phép đội quân Lê dương Pháp thành lập thêm các đơn vị mới, các đơn vị này tham chiến chủ yếu ở chiến trường châu Phi, họ đã phòng thủ Bir Hakeim trong cuộc tấn công của Quân đoàn châu Phi (Đức Quốc xã) và người Ý. Kết thúc trận đánh này, quân Pháp chịu thiệt hại nặng nề, quân nhu cạn sạch, nên phải tiến hành rút lui ra khỏi Bir Hakeim. Quân Lê dương Pháp cũng tham chiến cùng phe Đồng Minh trong trận El Alamein thứ hai, trong đó bọn họ được quân Đồng Minh giao nhiệm vụ cho chiếm đoạt cứ điểm của Quân đội Ý.

### Chiến tranh Đông Dương
Trong Chiến tranh Đông Dương từ năm 1946 đến năm 1954, đã có khoảng 72.833 sĩ quan và binh lính Lê dương tham chiến tại Chiến trường Đông Dương, trong số này hơn 10.283 người đã chết bao gồm 309 Sĩ quan, 1.082 Hạ Sĩ quan và 9092 Binh sĩ Lê dương. Phần lớn thiệt hại của Lực lượng Lê dương là tại trận Điện Biên Phủ. Trong chiến dịch này, lực lượng Việt Minh đại thắng và gây cho Lê dương Pháp thiệt hại đến 1500 lính Lê dương. Đồng thời, 4.000 binh sĩ bị thương. Thất bại tại Điện Biện Phủ đã chấm dứt cuộc xâm lược Đông Dương của thực dân Pháp. Từ đó, ảnh hưởng của Pháp tại Đông Nam Á không còn nữa.
Cuộc chiến tranh Đông Dương là sự mất mát lớn nhất của quân đội Pháp và của Quân đoàn Lê dương kể từ khi thành lập. Trong cuộc chiến tranh Đông Dương và đặc biệt trong trận Điện Biên Phủ, các Quân đoàn Lê dương chiêu mộ được một số lượng lớn quân nhân Đức, bao gồm rất nhiều cựu quân nhân SS bỏ chạy sau khi đơn vị mình bị đánh tan tác trong Thế chiến II. Có những Tiểu đoàn mà số lượng binh sĩ người Đức nhiều đến nỗi mà các huy chương được thiết kế với hai ngôn ngữ (tiếng Pháp và tiếng Đức). Nhiều người trong số đó chết ở Đông Dương. Bài hát của Trung đoàn Bộ binh Nước ngoài số 02 là một bài hát bằng tiếng Đức.
Thế nhưng, rất nhiều lính Lê dương, đặc biệt là lính Đức, rời bỏ hàng ngũ sang gia nhập lực lượng Việt Minh, trở thành chiến sĩ "Việt Nam mới", đánh lại quân Pháp như một thói quen.

### Chiến tranh Algérie
Sau thất bại trong Chiến tranh Algérie, người Pháp buộc phải rút khỏi đất nước Bắc Phi này, kéo theo đó đội quân Lê dương cũng mất đi một trong những căn cứ chính của họ là Sidi-Bel-Abbès vốn được thành lập từ năm 1842.

### Từ năm 1962
Đơn vị này đã tham gia một số cuộc xung đột tại Tchad (1969-1971), giải cứu con tin tại Kolwezi (Battle of Kolwezi) (Zaire, năm 1978), giải cứu Yasser Arafat tại Beyrouth đầu thập niên 1980, hỗ trợ người Pháp sơ tán trong các cuộc Chiến tranh vùng Vịnh (1991), Chiến tranh Bosnia (1993), xung đột ở Rwanda (1995), Côte d’Ivoire (từ năm 2002), chiến tranh Afghanistan lần thứ 2 (War in Afghanistan (2001–nay))

## Tổ chức
Hiện nay, Binh đoàn Lê dương Pháp duy trì quân số khoảng 8000 người. Tuy số quân so với trước có giảm nhưng vũ khí, trang bị đã được thay thế cho thích hợp với vai trò một lực lượng phản ứng nhanh của Quân đội Pháp. Binh đoàn này hiện gồm nhiều quốc tịch chẳng thua gì Lực lượng Mũ nồi xanh Liên Hiệp quốc với thành phần quân ngũ thuộc 136 quốc gia.

### Các đơn vị
Binh đoàn Lê dương hiện biên chế thành 08 Trung đoàn. Phần lớn Binh đoàn Lê dương đóng ở Pháp (05 trung đoàn), phần còn lại ở thuộc địa Djibouti của Pháp ở Hải ngoại (Bán Lữ đoàn Bộ binh Cơ giới số 13), Guiana thuộc Pháp (Trung đoàn Bộ binh số 03), 01 Phân đội Bộ binh Độc lập ở Mayotte và các địa điểm khác cùng với các đơn vị của Troupes de marine (Lính Nhảy dù và Thủy quân Lục chiến).

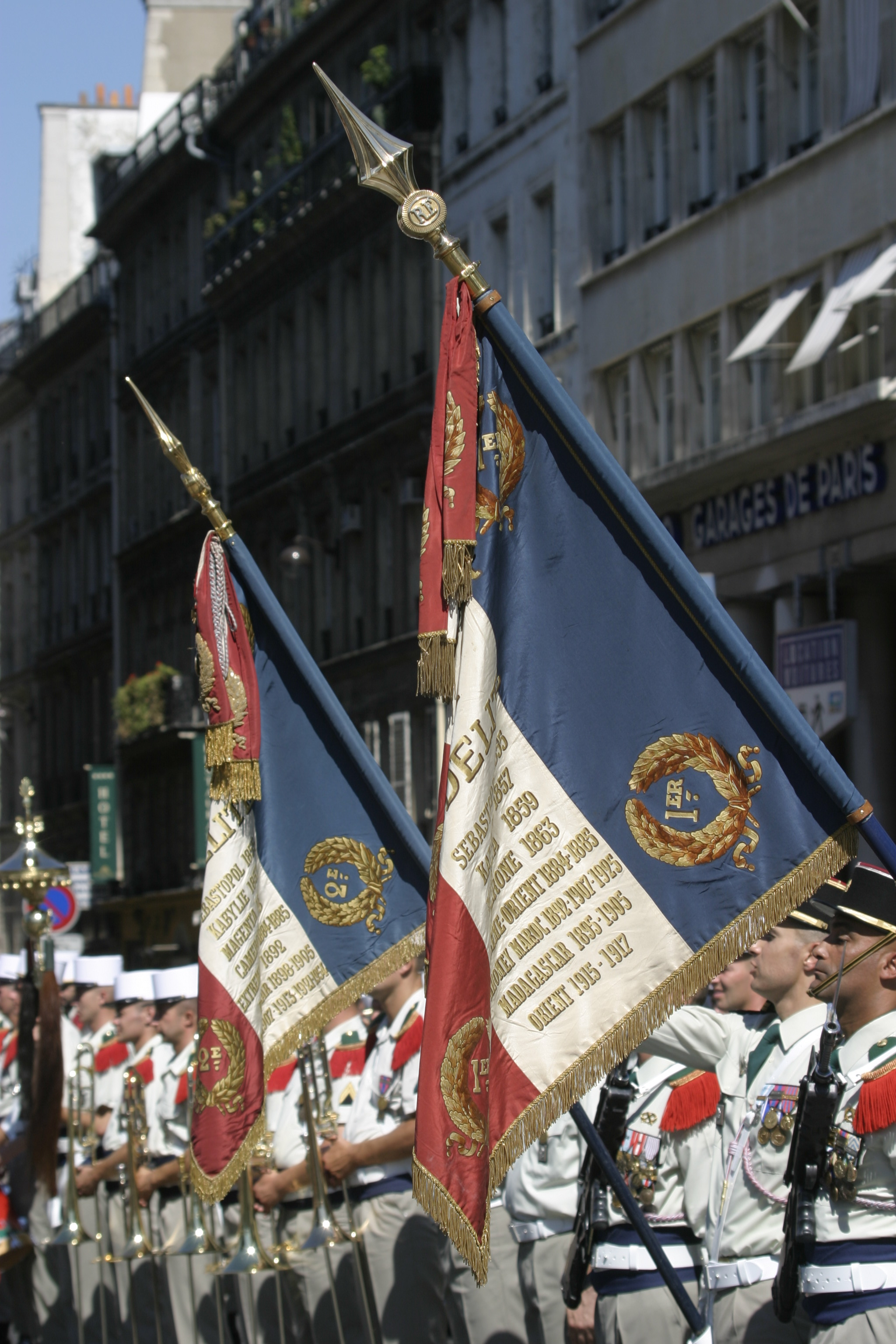
Cờ danh dự của 1^{er}RE và 2^{e}REI tại cuộc Diễu binh ở Paris năm 2003

Các đơn vị của Lê dương Pháp bao gồm:
- Bộ Tư lệnh Lê dương Pháp (Commandement de la Légion étrangère - COMLE) đóng tại đóng tại căn cứ Vienot, Aubagne
- Trung đoàn Bộ binh số 01 (1er régiment étranger - 1er RE) đóng tại Căn cứ Vienot, Aubagne, Pháp (800 người). Đây là trung tâm tuyển quân của Binh đoàn Lê dương. Các Tân binh Lê dương đều được đưa tới trung đoàn này để phân loại.
- Trung đoàn Bộ binh số 04 (4e RE) đóng tại Căn cứ Đại uý Danjou, Castelnaudary, Pháp (570 người). Đây là Trung đoàn Huấn luyện, có các khoá đào tạo Hạ Sĩ quan cho Binh đoàn Lê dương.
- Trung đoàn Bộ binh số 05 (5e RE), đóng tại Muroroa, Tahiti, Ấn Độ Dương (800 người). 5e RE có nhiệm vụ bảo vệ bãi thử hạt nhân của Pháp và Polynésie thuộc Pháp. Ngày 11 tháng 01 năm 2000, Trung đoàn giải thể sau 27 năm tồn tại.
- Trung đoàn Nhảy dù số 02 (2e régiment étranger de parachutistes - 2e REP) đóng tại căn cứ Raffalli, Calvi, Corse, Pháp (1.234 người). Đây là Trung đoàn Nhảy dù duy nhất trong Binh đoàn Lê dương, thường xuyên ở tư thế sẵn sàng tác chiến. Trong Trung đoàn có 01 đơn vị được coi là đơn vị tinh nhuệ nhất trong các đơn vị tinh nhuệ trong quân đội Pháp. Đó là Phân đội Biệt kích Nhảy dù.
- Trung đoàn Kỵ binh số 01 (1er régiment étranger de cavalerie - 1er REC) đóng tại căn cứ Labouche, Orange, Pháp (950 người). Trung đoàn thuộc lực lượng phản ứng nhanh của Pháp, phần lớn làm nhiệm vụ ở nước ngoài.
- Trung đoàn Công binh số 01 (1er régiment étranger de génie - 1er REG) đóng tại Laudun, Gard, Pháp (1000 người). Trung đoàn được thành lập ngày 01 tháng 07 năm 1999. Trên nền tảng của* Trung đoàn Công binh số 06 (6e REG), đóng tại căn cứ Tướng Rollet, St Morice l'ardoise, Avignon, Pháp (750 người), là đơn vị công binh chủ lực của Binh đoàn Lê dương, nằm trong thành phần lực lượng phản ứng nhanh của Pháp.
- Trung đoàn Công binh số 02 (2e REG) đóng tại Saint-Christol, Vaucluse, Pháp (870 người). Trung đoàn được thành lập ngày 01 tháng 07 năm 1999.
- Trung đoàn Bộ binh số 02 (2e régiment étranger d’infanterie - 2e REI) đóng tại căn cứ Vallongue, Nîmes, Pháp (1.300 người). Binh sĩ của Trung đoàn phần lớn là người Pháp, đã từng hoạt động tại châu Phi, Bosnia và Chiến tranh Vùng Vịnh lần thứ nhất.
- Trung đoàn Bộ binh số 03 (3e REI) đóng tại căn cứ Forget, Kourou, Guyane thuộc Pháp, Nam Mỹ (250 lính cố định và 380 lính quay vòng). Đây là đơn vị kế thừa của Trung đoàn Bộ binh Lê dương (RMLE) nổi tiếng trong Chiến tranh thế giới thứ nhất. Binh lính của Trung đoàn chủ yếu được huấn luyện tác chiến trong khu vực rừng núi. Kể từ khi được điều đến Guyane, đã có khoảng 5 nghìn lượt lính Lê dương phục vụ tại đây.
- Bán Lữ đoàn Lê dương số 13 (13e demi-brigade de Légion étrangère - 13e DBLE) đóng tại đóng tại căn cứ Gabode, Cộng hoà Djibouti, Đông Phi đến năm 2011, và từ 2011 đóng lại Abu Dhabi (Các Tiểu Vương quốc Ả Rập Thống nhất) (900 người). 13e DBLE đóng tại vị trí trọng yếu nằm trên đường ra Ấn Độ Dương và tương đối gần để kiểm soát Biển Đỏ và kênh đào Suez.
- Phân đội Lê dương tại Mayotte (Détachement de Légion étrangère de Mayotte - DLEM) đóng tại Dzaoudzi, quần đảo Comoros, Ấn Độ Dương (250 người).
- Trung tâm Tuyển quân của Lê dương Pháp (Groupement du recrutement de la Légion étrangère - GRLE) đóng tại Nogent-sur-Marne, quản lý 17 phòng tuyển quân của Binh đoàn Lê duơng trên toàn lãnh thổ Pháp.

### Thành phần

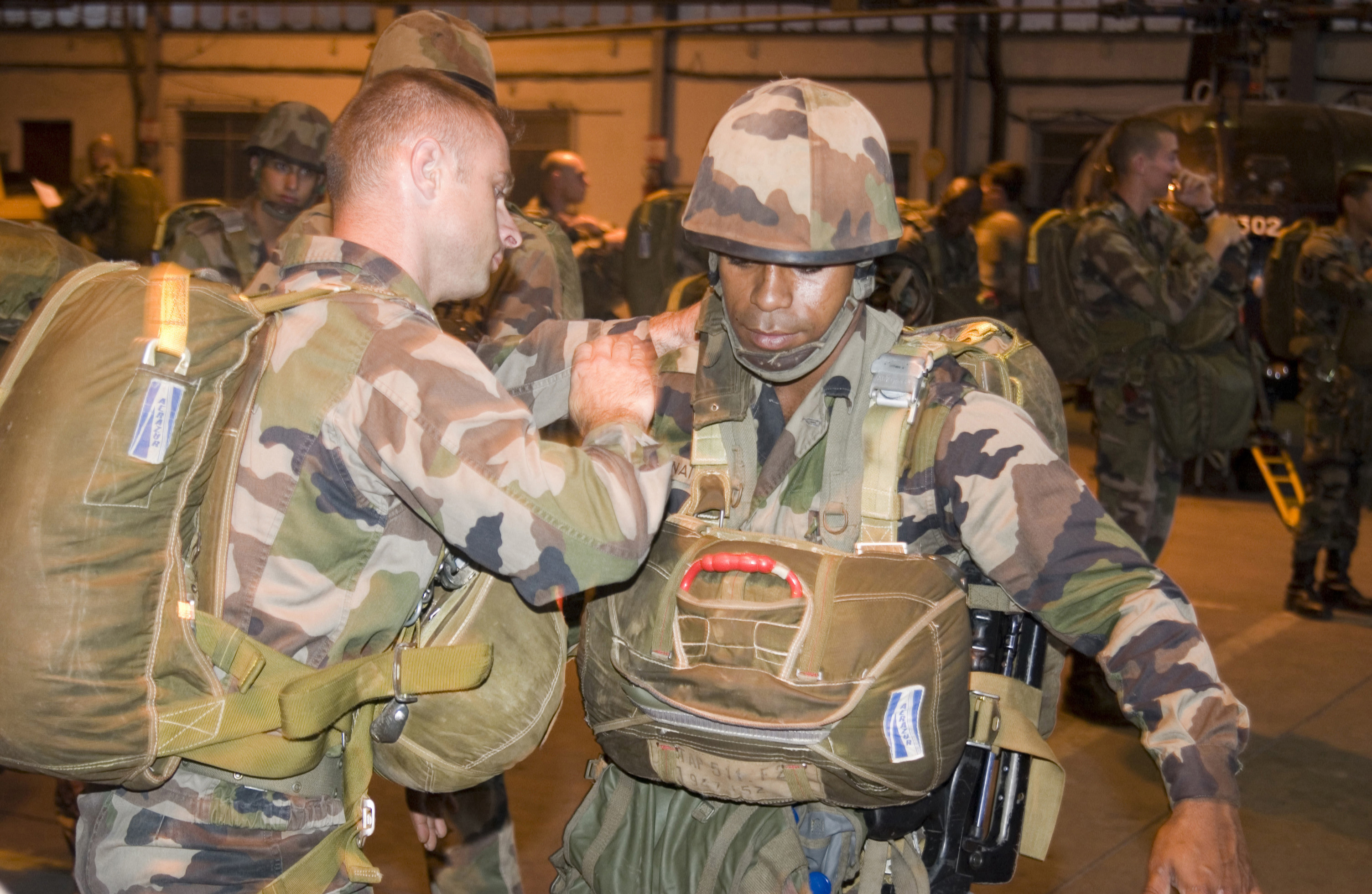
Légionnaire ở Djibouti

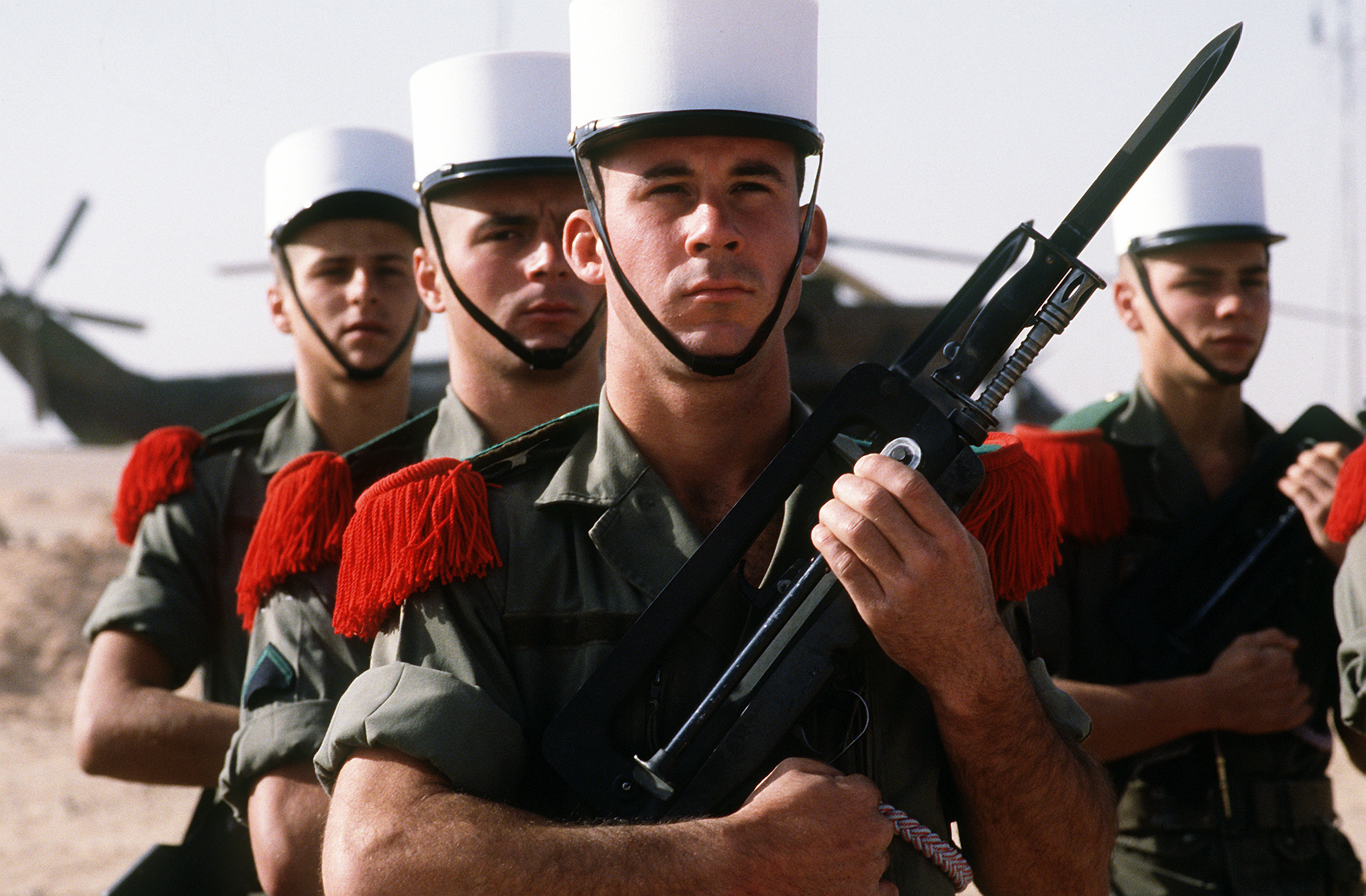
Légionnaire ở Ả Rập Saudi

Dưới đây là danh sách các quốc gia có người tình nguyện tham gia Lê dương Pháp trong giai đoạn 1831-1961 (với tổng cộng khoảng 600.000 légionnaire). Rất nhiều người trong số này tình nguyện tham gia Lê dương vì các lý do chính trị hoặc chiến tranh ở Tổ quốc họ. Trước và trong Chiến tranh thế giới thứ hai, nhiều người Do Thái từ Đông Âu đã gia nhập Binh đoàn Lê dương. Sau khi Đức Quốc xã sụp đổ, nhiều người Đức từng phục vụ trong lực lượng Waffen-SS và Wehrmacht cũng tham gia hàng ngũ Binh đoàn Lê dương. Giữa thập niên 80, Binh đoàn Lê dương có thêm những tình nguyện viên đến từ Serbia và Anh (trong đó có nhiều quân nhân thuộc quân đội Anh bỏ sang Binh đoàn Lê dương để được hưởng thêm phúc lợi và lương cao). 
| Thứ tự | Quốc gia    | Số lượng |
| ------ | ----------- | -------- |
| 1      | Đức         | 210000   |
| 2      | Ý           | 60000    |
| 3      | Bỉ          | 50000    |
| 4      | Pháp        | 50000    |
| 5      | Tây Ban Nha | 40000    |
| 6      | Thụy Sĩ     | 30000    |
| 7      | Ba Lan      | 10000    |
| 8      | Nga         | 6000     |
| 9      | Áo          | 5000     |
| 10     | Hungary     | 4000     |
| 11     | Hy Lạp      | 4000     |
| 12     | Tiệp Khắc   | 4000     |
| 13     | Hà Lan      | 3000     |
| 14     | Nam Tư      | 3000     |
| 15     | Luxembourg  | 2300     |
| 16     | Anh         | 1500     |
| 17     | România     | 1500     |
| 18     | Bồ Đào Nha  | 1300     |
| 19     | Đan Mạch    | 1000     |
| 20     | Thổ Nhĩ Kỳ  | 1000     |
| 21     | Hoa Kỳ      | 700      |
| 22     | Bulgaria    | 500      |
| 23     | Phần Lan    | 500      |
| 24     | Thụy Điển   | 500      |
| 25     | Algérie     | 500      |
| 27     | Morocco     | 200      |
| 28     | Tunisia     | 200      |
| 29     | Argentina   | 100      |
| 30     | Brasil      | 100      |
| 31     | Nhật Bản    | 100      |
| 32     | Canada      | 100      |
| 33     | Litva       | 100      |
| 34     | Latvia      | 100      |
| 35     | Na Uy       | 100      |
| 36     | Ai Cập      | 100      |

## Tuyển quân

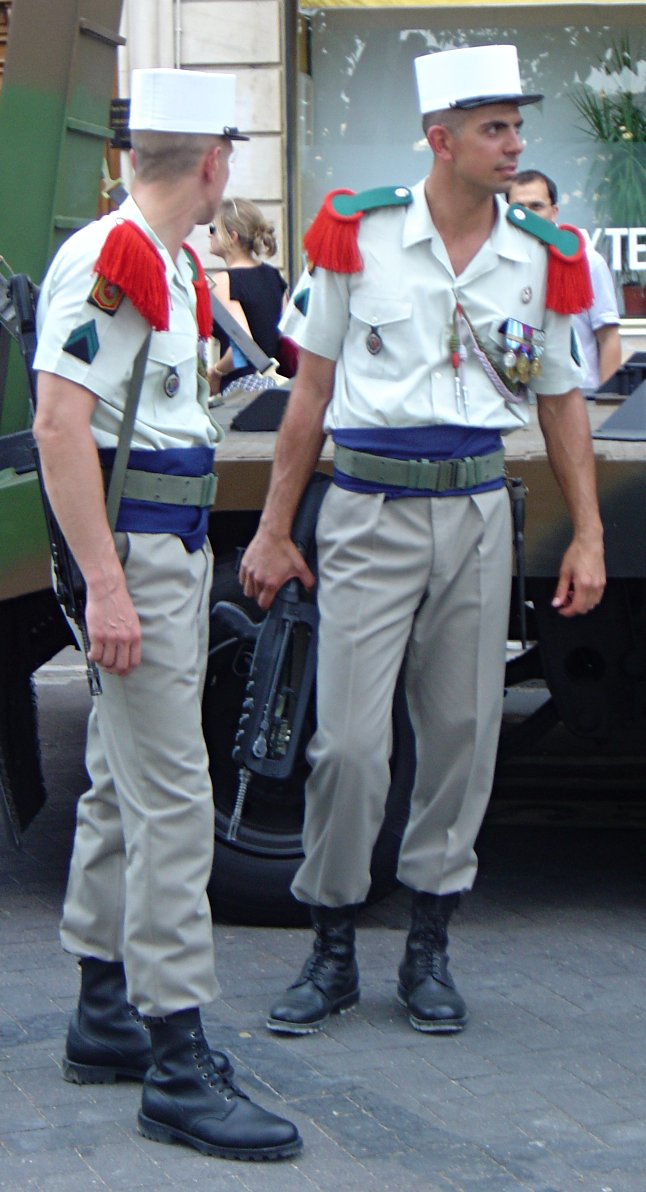
Trang phục điển hình của légionnaire

Hiện nay, để trở thành quân nhân trong binh đoàn Lê dương Pháp, mọi công dân từ 17 đến 40 tuổi nếu đầy đủ có giấy tờ hợp lệ, đều có thể tự mình đến đăng ký tại 17 phòng tuyển quân Lê dương rải rác trên khắp nước Pháp và chờ đợi câu trả lời, chi phí đi đường phải tự lo. Các thông tin của người ứng cử sẽ được chuyển về GRLE để kiểm tra, qui trình này thường kéo dài từ 10-14 ngày, tỷ lệ 10 người chọn 1. Tại trang web tuyển mộ tân binh, FFL được giới thiệu như là một "trường học mang lại cơ hội thứ hai" cho nam giới, cho bất cứ ai "muốn tìm một cuộc sống mới".
Theo luật, Lê Dương có thể chấp nhận cả với người nhập cư bất hợp pháp và những người vi phạm pháp luật (không chấp nhận những tội phạm giết người, tội phạm tình dục hoặc buôn bán ma túy). Hiện nay, khoảng 80% tân binh FFL đều thuộc thành phần quá khứ lầm lỗi, thất nghiệp hoặc bức xúc tài chính và họ muốn tìm cách chuộc lỗi, tìm cơ hội thứ hai. 20% còn lại gia nhập FFL đơn giản là muốn sống đời phiêu lưu do bị cuốn hút bởi hình ảnh lãng mạn đầy phong trần từng được phóng đại trong nhiều tiểu thuyết và phim ảnh về lịch sử FFL như Beau Geste và March or Die...Đơn cử như trường hợp của Lawrence Franks, một quân nhân Mỹ bị ám ảnh bởi khao khát tự sát, đã đào ngũ và gia nhập Lê dương. Anh này phục vụ Lê dương trong vòng 5 năm, dưới một cái tên giả, trước khi bị quân đội Mỹ khởi tố vì tội đào ngũ trong tháng 12 năm 2014.
Trước khi chấp nhận tân binh vào đơn vị, các điều tra viên sẽ nghiên cứu kỹ về hồ sơ ứng viên, thậm chí cùng phối hợp với Interpol khi cần thiết. Sau khi qua bước kiểm tra sức khoẻ sơ bộ và được chấp nhận, người đăng lính được chuyển đến Trung đoàn bộ binh số 1 tại Aubagne (cách Marseille 15 km) để thử sức với những bài kiểm tra khác khắc nghiệt hơn, nếu qua được vòng này anh ta sẽ ký một hợp đồng phục vụ 5 năm (vô điều kiện) và trở thành tân binh Lê dương. Đối tượng tân binh sinh tại Pháp (hiện chiếm 18%) phải giao nộp thông hành và được trao hồ sơ lý lịch mới với địa chỉ cư trú tại những nước nói tiếng Pháp. Trong khi đó, người nước ngoài gia nhập FFL sẽ không được cấp thông hành Pháp trừ khi họ bị thương khi làm nhiệm vụ hoặc tại ngũ FFL từ ba năm trở lên. Năm 1999, Paris ban hành luật tự động cấp quốc tịch cho lính FFL bị thương trong chiến đấu.
Sau 5 năm phục vụ liên tục trong Lê Dương, nếu không mắc phải những án kỷ luật quá nặng nề trong thời gian đó thì bạn sẽ được nhập quốc tịch Pháp. Khi này bạn sẽ có 2 sự lựa chọn, một là tiếp tục phục vụ quân đội Pháp hoặc trở thành công dân Pháp bình thường. Nếu chọn giải ngũ thì bạn sẽ được làm lễ Honourable discharge và trở thành 1 công dân Pháp bình thường (có thể gia nhập hội Cựu chiến binh Lê Dương) và được nhận một số tiền hưu (trợ cấp 1 lần do cấp hàm và thời gian phục vụ bạn quá ít), được chính phủ Pháp ưu tiên dạy nghề và lo việc làm. Nếu chọn tiếp tục phục vụ quân đội Pháp thì mọi chuyện vẫn như trên trừ việc từ nay bạn đã đủ điều kiện để được thăng cấp sỹ quan. Tiền đồ của 1 binh sỹ Lê Dương là vô hạn, đơn cử là ông Marcel Bigeard đã từ binh nhì vinh thăng qua các cấp bậc cho đến cấp Trung tướng 3 sao (Général de corps d'armée)
Trong quá trình phục vụ, người lính sẽ được trả lương theo đúng chuẩn của Quân đội Pháp chứ không hề bị phân biệt đối xử. Tân binh mới hoàn thành khóa huấn luyện cơ bản sẽ được lãnh 1380 Euro/tháng. Sau 10 tháng vẫn giữ nguyên 1380-3500 Euro/tháng tùy theo mức độ nguy hiểm vùng phục vụ, chẳng hạn như khi làm nhiệm vụ tại Afghanistan và Mali, lính Lê Dương sẽ được nhận khoảng 3400 Euro/tháng trong 2 năm đầu tiên. Mỗi khi được thăng cấp lương bạn sẽ được tăng lên tương ứng. Ngoài ra, người lính còn được hưởng bảo hiểm tính mạng rất lớn, trong trường hợp hy sinh khi làm nhiệm vụ, thân nhân của lính Lê Dương có thể được nhận tới 300.000 Euro tiền bảo hiểm và thi hài tử sĩ sẽ được Quân đội Pháp mang về tận quê nhà chôn cất.

## Huấn luyện
Trong 4 tháng đầu tiên của hợp đồng, tân binh Lê dương sẽ phải trải qua các giai đoạn huấn luyện chiến đấu căn bản (BCT) tại trung đoàn bộ binh số 4 ở thị trấn Castelnaudary, miền nam nước Pháp. Bằng cấp và kinh nghiệm làm việc của bạn không có bất cứ nghĩa lý gì ở đây, tùy theo những gì bạn thể hiện được trong quá trình huấn luyện chiến đấu căn bản mà các sỹ quan Pháp sẽ sắp xếp cho bạn một vị trí hợp lý.
Đầu tiên, các tân binh sẽ được tìm hiểu về các giá trị cốt lõi của FFL, làm thế nào để làm việc cùng nhau như một đội và những gì họ cần để thành công với tư cách là quân nhân trong FFL. Các tân binh phải học 400-600 từ tiếng Pháp – đủ để làm hành trang ra trận, giao tiếp trong doanh trại hoặc trò chuyện quanh bàn ăn. Tiếng Pháp, như được nhấn mạnh từ các sĩ quan chỉ huy, sẽ kết nối binh lính FFL với nhau như một gia đình, cùng phục vụ dưới lá cờ tam tài. Tiếp theo, tân binh phải trải qua 16 tuần huấn luyện căng thẳng tột độ. Quá trình đào tạo bắt đầu bằng 1 tháng gần như không ngủ trong trang trại biệt lập Bel Air, nơi gần như tách biệt với thế giới bên ngoài.
Quá trình đào tạo diễn ra trong 3 giai đoạn. Giai đoạn 1-RED, các tân binh sẽ được chuẩn bị về thể chất và tinh thần để bắt đầu bước vào quá trình huấn luyện. Các tân binh đều phải cắt tóc theo quy định, nhận đồng phục và các trang thiết bị cá nhân kèm theo.
Sau quá trình đào tạo chiến thuật căn bản, các tân binh sẽ được tìm hiểu về sinh học hạt nhân, vũ khí hóa học, các loại bom, mìn. Họ cũng sẽ được tham gia các cuộc thi thể dục - thể thao giúp xác định năng khiếu. Các cuộc thi như vậy được tổ chức một các thường xuyên trong suốt thời gian nhập ngũ để đảm bảo điều kiện thể chất của mỗi người.
Giai đoạn 2-White, các tân binh sẽ được huấn luyện kỹ năng thiện xạ với súng trường tiến công cá nhân, huấn luyện chiến đấu, kỹ thuật trèo lên cao và tụt xuống bằng dây thừng và hành quân chiến thuật. Họ còn được tham gia khóa học tự tin vượt chướng ngại vật.
Giai đoạn 3-Blue, sau khi quen thuộc với súng trường tiến công, các tân binh tiếp tục được làm quen với súng phóng lựu, các loại lựu đạn, súng máy hạng nặng như 12,7 mm, súng máy 7,62 mm. Họ sẽ được học các bài tập chiến thuật xâm nhập và chiến đấu vào ban đêm, hành quân chiến thuật bằng đi bộ từ 10–15 km.
Các tân binh được đưa vào một môi trường đào tạo đặc biệt giúp loại bỏ quá khứ từ cuộc sống trước đó cũng như vượt qua sự khác biệt về quốc tịch, chủng tộc.— Francois Herve-Bazin, Phát ngôn viên của Binh đoàn Lê dương

Kết thúc 1 tháng đầu tiên sẽ tổ chức hành quân kepi blanc để trở thành lính lê dương chính thức 60–70 km.  25 kg trang bị hành quân trong 24 tiếng.
Kết thúc 3 tháng huấn luyện cuối cùng, các tân binh sẽ trải qua cuộc hành quân đường trường truyền thống của binh đoàn. Trong bài kiểm tra cuối cùng, các tân binh sẽ phải mang 30 kg trang thiết bị, đầm mình trong mưa hoặc nắng gắt trong quãng đường dài 120 km và phải hoàn thành dưới 3 ngày tiếng mới đạt. Sau khi vượt qua các tất cả bài kiểm tra và thách thức, họ sẽ tập trung để chuẩn bị cho nghi lễ kết thúc khóa huấn luyện. Quá trình đào tạo diễn ra rất khắc nghiệt và bây giờ đã đến lúc các tân binh có thể ăn mừng những nỗ lực và kết quả mà họ đạt được. Nghi lễ tốt nghiệp là sự xác nhận cho một công dân bình thường trở thành một quân nhân trong FFL, các tân binh sẽ chính thức được đứng trong hàng ngũ và nhận mũ kepi trắng, biểu tượng của đơn vị.
Sau khi hoàn thành giai đoạn huấn luyện chiến đấu căn bản (BCT), các tân binh sẽ bắt đầu bước vào thời gian huấn luyện chuyên ngành. Khoảng thời gian này sẽ kéo dài từ 6 tháng tới 1 năm tùy từng chuyên ngành của người lính, lâu nhất là huấn luyện bay (không quân lục quân) và quân y chiến trường. Các ngành khác như công binh, thiết giáp hay nhảy dù có thời gian huấn luyện ngắn hơn. Hết thời gian huấn luyện chuyên ngành bạn sẽ được thăng cấp lên binh nhất và cứ thế tăng dần lên đến cấp bậc thượng sỹ (nhưng không được cử đi học lên sỹ quan, muốn được lên cấp bậc này phải được nhập quốc tịch Pháp trước (nghĩa là phải phục vụ ít nhất 5 năm), có công trạng và vượt qua vòng thi tuyển)

## Các truyền thống
Được thành lập từ binh lính của nhiều quốc gia, vì vậy bên cạnh yếu tố huấn luyện, yếu tố tinh thần của Lê dương cũng rất được chú trọng để đảm bảo sự thống nhất và sức mạnh trong hành động của toàn đơn vị. Điều này được thể hiện qua các truyền thống đa dạng của Lê dương Pháp. Các truyền thống này được ấn định chính thức thông qua quyển sách "Truyền thống của Lê dương Pháp" (Recueil des traditions de la Légion étrangère) và thường xuyên được lặp lại trong quá trình huấn luyện.

### Khẩu hiệu
Để thể hiện tinh thần chiến đấu vì đơn vị trên hết, Lê dương Pháp có khẩu hiệu:
| “ | Legio Patria Nostra - La Légion est Notre Patrie | ” |

có nghĩa: "Lê dương là Tổ quốc của chúng ta".
Từng trung đoàn của Lê dương cũng có khẩu hiệu riêng. Ví dụ Trung đoàn công binh số 1 là Ad unum (Đến người cuối cùng - tiếng Latin), Trung đoàn công binh số 2 là Rien n'empêche (Không gì ngăn cản - tiếng Pháp).

### Trang phục
Hai màu truyền thống của Lê dương Pháp là màu xanh lá cây và màu đỏ. Hai màu này là lấy theo truyền thống từ màu trang phục của các lính ngự lâm Thuỵ Sĩ phục vụ Hoàng đế Pháp trước đây. Loại mũ truyền thống của binh lính Lê dương Pháp là mũ kê-pi trắng. Các hạ sĩ quan và sĩ quan đội mũ kê-pi đen. Trong điều kiện chiến đấu kê-pi được thay bằng mũ nồi xanh lá cây. Ngoài ra, trong thời kỳ tham chiến tại Việt Nam, các binh sĩ Lê dương thuộc phân đội biệt kích nhảy dù thường đội mũ nồi đỏ thay cho loại mũ xanh lá truyền thống, loại mũ này vốn được thiết kế dựa theo trang phục của các đơn vị biệt kích nhảy dù SAS của Quân đội Hoàng gia Anh thời Chiến tranh thế giới thứ hai. Từ năm 1868 lính Lê dương bắt đầu mang ngù vai đặc trưng gồm hai màu đỏ và xanh lá cây, đeo dây biểu chương gồm 7 sợi tết lại trong đó có 2 sợi rủ xuống, mang một tấm khăn quấn quanh eo hông màu xanh nước biển thẫm, bên ngoài đeo thắt lưng. Lính Lê dương tại châu Phi bắt đầu dùng loại thắt lưng len xanh lam từ năm 1862. Thắt lưng này dài tới 4,2 m, rộng 40 cm có tác dụng giữ ấm và bảo vệ vùng bụng. Từ năm 1946 lính Lê dương thống nhất dùng loại cà vạt màu xanh lá cây đồng màu với tất. Lính công binh Lê dương khi dự diễu binh, ngoài quân phục như những người khác còn mang thêm một tạp dề bằng da và vác một chiếc rìu dài cán.

### Truyền thống khác
Trong các cuộc diễu binh ngày 14 tháng 7, Lê dương Pháp luôn là đơn vị bộ binh diễu hành cuối cùng, đơn vị này cũng được phép diễu hành với nhạc hiệu riêng của Lê dương Pháp và không phải tách ra khi đến trước lễ đài của tổng thống, việc này bắt nguồn từ truyền thống là đơn vị không thể bị chia cắt của Lê dương. Nhịp diễu binh của Lê dương Pháp cũng chậm hơn các đơn vị bình thường với 88 bước/phút, đặc điểm này thừa hưởng từ thói quen của các đơn vị nước ngoài từ thời Đệ nhất đế chế.
Bản hành khúc chính thức của Lê dương Pháp là Le Boudin (sáng tác năm 1870).
Mã danh dự của lính Lê dương (le code d'honneur du légionnaire), viết trong năm 1980:
1- Lính Lê dương, bạn là một tình nguyện viên phục vụ nước Pháp với trung thành và danh dự
2- Mỗi lính Lê dương là anh trai của bạn trong chiến đấu, bất kể tôn giáo, quốc tịch, chủng tộc nào, bạn luôn luôn đoàn kết chặt chẽ với anh ta như các thành viên của một gia đình
3- Tôn trọng truyền thống, danh dự cấp trên của bạn, đồng chí và kỷ luật là sức mạnh của bạn, can đảm và lòng trung thành là đức tính của bạn
4- Tự hào về tình trạng của bạn, bạn xem ở vị trí của bạn luôn luôn thanh lịch, hành vi của bạn luôn luôn khiêm tốn và các điểm của bạn luôn sạch sẽ
5- Người lính ưu tú, bạn đào tạo nghiêm ngặt, bạn duy trì vũ khí của bạn là tài sản có giá trị nhất của bạn, bạn có sự chăm sóc liên tục về tập thể dục của bạn
6- Nhiệm vụ là thiêng liêng, bạn sẽ để kết thúc nó và nếu cần thiết, trong lúc hoạt động, mạo hiểm cuộc sống của bạn
7- Trong chiến đấu bạn không có niềm đam mê hay thù hận, bạn tôn trọng những kẻ thù bị đánh bại, bạn không bao giờ bỏ cuộc
hoặc bạn chết
hoặc bạn bị thương
hoặc vũ khí của bạn

## Trong văn học nghệ thuật
Hội chứng E - Franck Thilliez (Nhã Nam 2020)